# Ferrari 288 GTO
A Ferrari GTO (referência da Ferrari 288 GTO) é um modelo homologado da versão Ferrari 308 GTB produzida de 1984 a 1986.

## História
A Ferrari GTO foi construída para competir na recém lançada competição de turismo, o Grupo B da FISA (Fédération Internationale du Sport Automobile, órgão regulador da FIA ou Fédération Internationale de l'Automobile), como ocorreu com a Ferrari 250 GTO. O regulamento da categoria determina produção mínima de 200 carros homologados o que levou a 288 GTO a ser vendido ao público comum. No entanto, como apenas Ferrari e Porsche, com seus 959, entrou, a série foi rapidamente abandonada deixando apenas o campeonato de Rally Grupo B. O Porsche 959 (bem como o 961) só correu três vezes no Grupo B, mas a Ferrari 288 GTO nunca correu, e os 272 carros produzidos permaneceram apenas nas estradas.

## Mecânica
A 288 GTO foi baseado no modelo 308 GTB. O número 288 faz referência ao seu motor de 2.8 litros (2855 cc3) V8. Esta cilindrada foi determinada pela FIA, que determinava fator de multiplicação 1,4 para motores  turbo, sendo assim, a 288 GTO correria com motores aspirados de até 3997 cc3 no grupo Grupo B.
Diferentemente da 308 GTB, o motor foi montado longitudinalmente, utilizando todo espaço traseiro do carro. O chassis é do tipo tubular e utiliza materiais leves na carroceria e na mecânica, como fibra de carbono e alumínio. A distância entre eixos é de 110mm maior que a 308 GTB, chegando à 2450mm e também a bitola eram mais largas.
O motor central-traseiro V8, com ângulo de 90º, 2855 cc3, obtido por pistões com 80mm de diâmetro e curso de 71mm, utiliza 32 válvulas (4 por cilindro), dois turbo-compressores IHI, dois intercooler e injeção de combustível desenvolvida pela Weber e a Marelli, fornecedores da Ferrari na Fórmula 1. Sua taxa de compressão é de 7,6:1, e a pequena dimensão dos dois turbos proporcionava o torque máximo a apenas 3800 rpm. Seu desempenho era excepcional, com potência da 400 cv a 7000 rpm e 50,6 m.kgf de torque, a 3800 rpm, chegava a 306km/h, de 0 a 100km/h em apenas 4 segundos e de 0 a 200km/h em apenas 15 segundos.

## Ferrari 288 GTO Evoluzione
Foram construídos cinco modelos mais agressivos, aerodinâmicos e de maior potência, chamadas 288 GTO Evoluzione. O motor da Evoluzione originalmente tinha 650 cv (480kW). Com peso de apenas 940 quilogramas, o carro tinha velocidade máxima de 362km/h (225 mp/h). Estes carros deixavam mais clara a ligação entre a 288 GTO e a Ferrari F40, lançado logo a seguir.
A 288 GTO foi o primeiro de uma série de carros esportivos, continuando com sua versão modificada até 1987, quando a Ferrari lançou a F40. Existem apenas três 288 GTO Evoluzione.

## Especificações técnicas

### Motor e câmbio
Disposição: Central-traseiro, longitudinal, 8 cilindros em V. 

Válvulas: Duplo comando nos cabeçotes, 4 válvulas por cilindro. 

Diâmetro e curso: 80mm x 71mm. 

Cilindrada: 2.855 cm3. 

Taxa de compressão: 7,6 : 1. 

Potência: 400 cv a 7000 rpm. 

Torque: 50,6 m.kgf a 3.800 rpm. 

Alimentração: Dois turbo-compressores IHI, dois intercooler. Injeção eletrônica Weber-Marelli. 

Câmbio: Manual de 5 marchas; tração traseira.

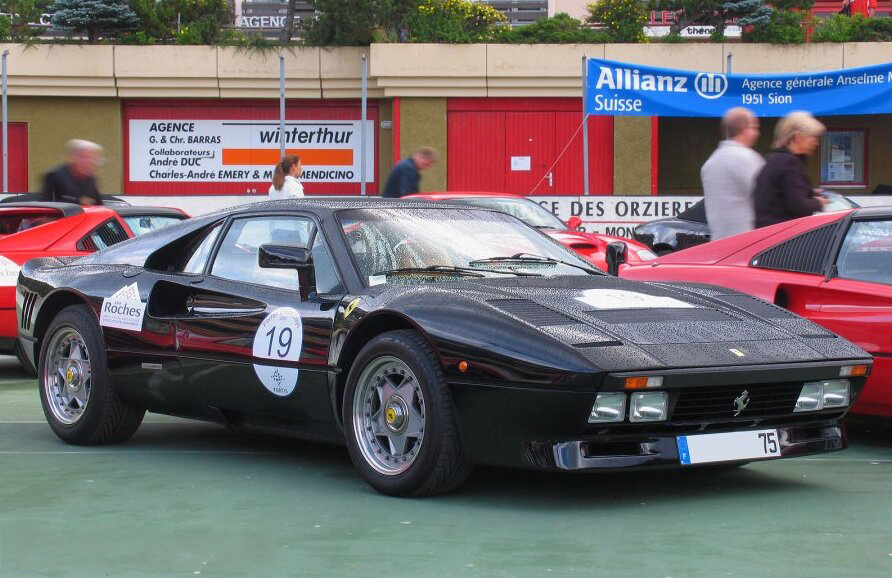
Ferrari 288 GTO 1985

### Dimensões
Comprimento: 4290mm

Largura': 1910mm

Altura: 1120mm

Entreeixos: 2450mm

Capacidade do tanque: Não disponível

Peso: 1160kg

## Desempenho
Velocidade máxima: 306km/h

0 a 100km/h: 4 segundos

0 a 200km/h: 15 segundos

## Prêmios
Em 2004, a Sports Car International escolheu a 288 GTO como segundo carro na lista Top Sports Cars da década de 1980, atrás de seu rival alemão o Porsche 959.